# نانوا (فیلم ۲۰۲۲)
نانوا یک فیلم کانادایی-آمریکایی پارتیزان اکشن محصول سال ۲۰۲۲ به کارگردانی جاناتان سوبول است. ران پرلمن، اما هو، الیاس کوتاس، هاروی کایتل و جوئل دیوید مور در آن بازی می‌کنند. پس از اولین نمایش در سال ۲۰۲۲ جشنواره فیلم آستین، در ۲۸ ژوئیه ۲۰۲۳ به صورت تجاری در ایالات متحده اکران شد.

## طرح
یک نانوای مسن (ران پرلمن) برای محافظت از نوه اش (اما هو) باید با گانگسترها مبارزه کند.

## بازیگران
- ران پرلمن در نقش پاپی سابینسکی، سرباز کهنه سرباز ایالات متحده با PTSD[۲]
- الیاس کوتیاس به عنوان ویک، سرسپردهٔ مرچنت و مجری[۲]
- جوئل دیوید مور در نقش پیتر، پسر پاپی بیگانه[۲]
- اما هو در نقش دلفی، دختر پیتر بی صدا[۲]
- هاروی کایتل در نقش بازرگان، سلطان مواد مخدر که به دنبال محموله دزدیده شده هروئین[۲]
- سامانتا کین در نقش دت. پترا واینتراگر[۲]
- پائولو مانچینی در نقش دت. لوکا ریسپولی[۲]
- داکس راوینا در نقش میلکی، شریک جنایی پیتر[۲]
- آدام موریتو
- کارولین رینود
- وارون سارانگا

## تولید
این فیلم در سال ۲۰۲۱ در جزایر کیمن فیلمبرداری شد.